# Montalto Ligure
Montalto Ligure är en ort och frazione i kommunen Montalto Carpasio i provinsen Imperia i regionen Ligurien i Italien. 
Montalto Ligure upphörde som kommun den 1 januari 2018 och bildade med den tidigare kommunen Carpasio den nya kommunen Montalto Carpasio. Den tidigare kommunen hade 386 invånare (2017).